# 齊湣太后
齊湣太后（?—?），是戰國時代田齊的國君齊湣王的王后，齊襄王的母亲。
齊湣太后的事跡現見於史籍者微乎其微，僅《说苑·奉使》：“王（太子法章）与太后奔于莒。”根据刘向的《列女传》，齊湣王的王后是宿瘤女，宿瘤女早卒，未活到齊湣王被杀的时候。宿瘤女去世後，齊湣王立太子法章的母亲为王后。前284年，燕国昭王以樂毅為上將軍，聯合楚、秦與三晉之師伐齐，攻克齐国都城临淄。齊湣王出逃後被楚国淖齿杀死，太子法章与母亲逃奔莒地。太子法章在莒地即位为齊襄王，尊母亲为太后，即齊湣太后。